# Gyeryong-myeon
Gyeryong-myeon (koreanska: 계룡면) är en socken i kommunen Gongju i provinsen Södra Chungcheong
i den centrala delen av Sydkorea, 130 km söder om huvudstaden Seoul.